# Chalciporus amarellus
Bolet nain, Bolet un peu amer, Bolet nain à pores roses, Bolet amarescent
Espèce
Statut de conservation UICN

 DD  : Données insuffisantes
Chalciporus amarellus, le Bolet nain, est une espèce de champignon (Fungi) basidiomycète du genre Chalciporus dans la famille des Boletaceae. Il est caractérisé par son chapeau crème, ses pores carmin et sa saveur légèrement amère.

## Taxonomie
Le nom correct complet (avec auteur) de ce taxon est Chalciporus amarellus (Quél.) Bataille, 1908.
L'espèce a été initialement classée dans le genre Boletus sous le basionyme Boletus amarellus Quél., 1883.

### Synonymes
Chalciporus amarellus a pour synonymes :
- Boletus amarellus Quél., 1883
- Chalciporus piperatus var. amarellus (Quél.) Pilát & Dermek, 1974
- Suillus amarellus (Quél.) Kuntze, 1898
- Suillus piperatus var. amarellus (Quél.) Singer, 1945
- Versipellis amarella (Quél.) Quél., 1886
- Versipellis amarella (Quélet) Quélet, 1886

### Phylogénie
Ce bolet a été décrit pour la première fois en 1883 par le mycologue français Lucien Quélet sous le nom de Boletus amarellus, puis transféré dans le genre Chalciporus par Frédéric Bataille en 1908.

### Étymologie
L'épithète spécifique amarellus, signifiant "amer" accompagné d'un suffixe diminutif, fait référence à sa faible amertume.

### Noms vulgaires et vernaculaires
Ce taxon porte en français les noms vernaculaires ou normalisés suivants : bolet nain, bolet un peu amer, bolet nain à pores roses, bolet amarescent.

## Description du sporophore
Les bolets sont des champignons dont l’hyménophore, constitué de tubes et terminés par des pores, se sépare facilement de la chair du chapeau. Ce chapeau d'abord rond, recouvert d'une cuticule, devient convexe à mesure qu’il vieillit. Ils ont un pied (stipe) central assez épais et une chair compacte. Les caractéristiques morphologiques de C.amarellus sont les suivantes :
Son chapeau mesure jusqu'à 8 cm, il est ivoire, crème, ochracé pâle, jaunâtre, rarement tacheté de rose ou de rougeâtre,.
L'hyménophore présente des tubes de couleur carmin ou rouge rosé. Les pores sont carmins ou rouge rosé. Ils sont immuables.
Son stipe est cylindrique ou ventriculaire, généralement aminci vers la base, blanc ou crème à jaunâtre, teinté de carmin sous les tubes.
La chair est crème ou jaunâtre, jaune à la base du stipe, immuable. La saveur est légèrement âcre ou amère, l'amertume est parfois imperceptible. L'odeur n'est pas distinctive.

### Caractéristiques microscopiques
Ses spores mesurent 10 à 13 μm x 4 à 5 μm.

## Habitat et distribution
Ce champignon vient sous conifères. Il est montagnard, venant sur sol calcaire.

## Statut de conservation

### Régional
- Midi-Pyrénées : classement de cette espèce en catégorie NT (Quasi menacée) au niveau régional[6].

## Comestibilité
Le Bolet nain possède une amertume légère ou bien inexistante qui, en théorie, ne devrait pas empêcher son utilisation alimentaire après la cuisson. Il est consommé occasionnellement, mais peu d'informations sont disponibles sur son niveau de sécurité alimentaire. On peut considérer qu'il est sans interêt alimentaire .

## Confusions possibles
Sa petite taille et ses pores rosé carmin avec son stipe blanchâtre le rendent facilement reconnaissable. À comparer éventuellement avec  le Bolet rubis (Chalciporus rubinus).